# Ryan Peak
Ryan Peak är en bergstopp i Antarktis. Den ligger i Västantarktis. Argentina, Chile och Storbritannien gör anspråk på området. Toppen på Rya Peakn är 282 meter över havet.
Terrängen runt Ryan Peak är kuperad norrut, men söderut är den bergig. Havet är nära Ryan Peak åt sydväst. Trakten är obefolkad. Det finns inga samhällen i närheten.